# جورج ويلكينز كيندال
جورج ويلكينز كيندال (بالإنجليزية: George Wilkins Kendall)‏ هو صحفي أمريكي، ولد في 1809 في مونت فيرنون في الولايات المتحدة، وتوفي في 1867 في بويرن في الولايات المتحدة.